# Großer Zunig
Der Große Zunig ist ein 2776 m ü. A. hoher Berg im österreichischen Bundesland Tirol (Bezirk Lienz). Er liegt südwestlich von Matrei in Osttirol, zwischen dem Virgental im Norden und dem Defereggental im Süden

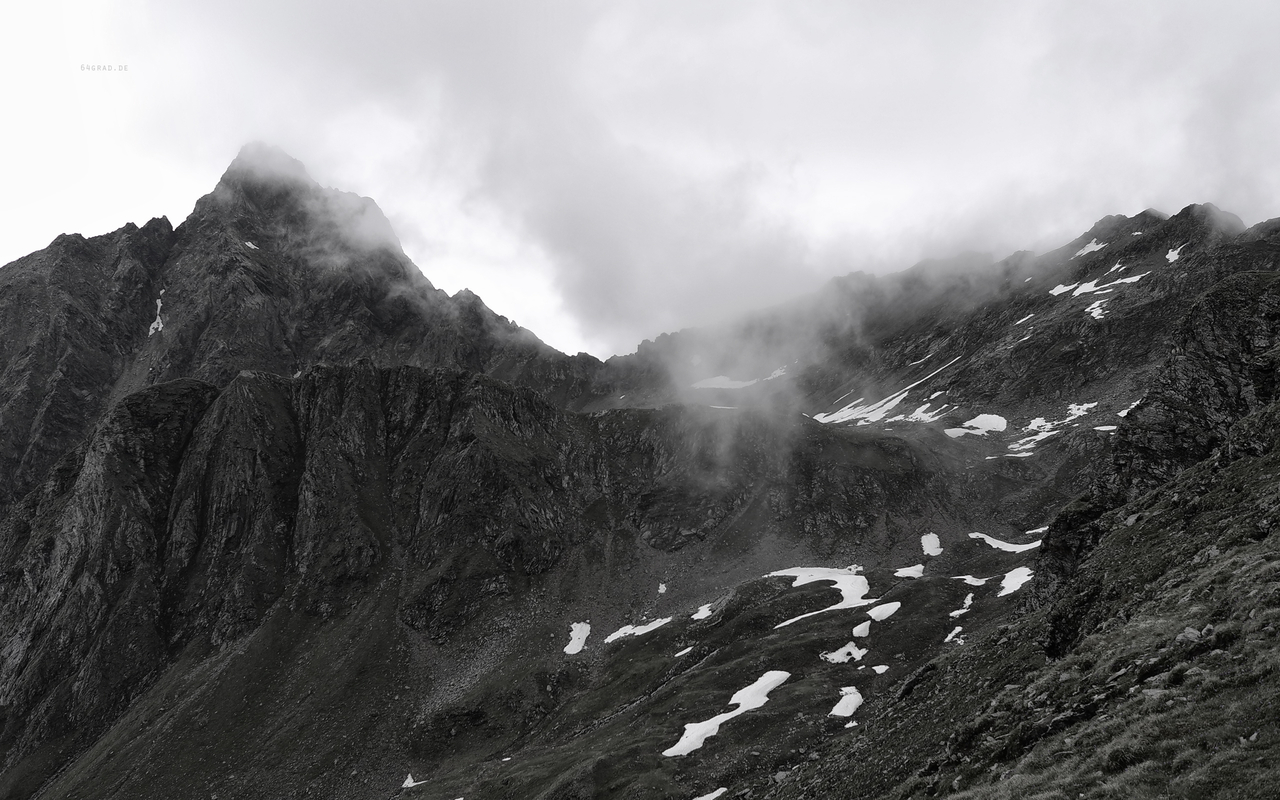
Nordostseite des Gipfels

## Lage
Der Große Zunig liegt zwischen dem Deferegger Riegel im Südwesten und dem Kleinen Zunig im Nordosten (2443 m ü. A.). Vom Deferegger Riegel wird der Große Zunig durch das Rottörl getrennt, die Verbindung zum Kleinen Zunig stellt das Zunigtörl dar. Gemeinsam mit dem Kleinen Zunig bildet der Große Zunig den östlichen Endpunkt der Lasörlinggruppe.

## Geologie
Die geologischen Bestandteile der Lasörlinggruppe sind in erster Linie metamorphe Gesteine wie Quarzphyllite, muskovitische Glimmerschiefer und Gneise, die stellenweise mit Mineralien wie Granat und Staurolith versetzt sind. Bei der Verwitterung der Gesteine entsteht Ton (der bei feuchtem Wetter zu unsicheren Wegverhältnissen durch Glätte führen kann). Auf Grund dieser geologischen Gegebenheiten erscheinen die Gipfel des Zunig und anderer Berge der Gruppe abgeplattet durch Verwitterung.

## Aufstiege
Der Aufstieg ist sowohl vom Defereggental als auch vom Virgental her möglich. Von Matrei ausgehend empfiehlt sich der Aufstieg über die Zunigalm (1846 m ü. A.). Der Nordanstieg von der Zunigalm zum Großen Zunig dauert laut Literatur ca. drei Stunden. Von Süden, aus dem Defereggental, beginnt der Aufstieg bei Rajach (1368 m ü. A.), 3 km nordwestlich von Hopfgarten. Die Dauer dieser Variante beträgt gut sechs Stunden.